# Chaguaramal (paroisse civile)
Pour les articles homonymes, voir Chaguaramal.
Chaguaramal est l'une des sept divisions territoriales et statistiques dont l'une des six paroisses civiles de la municipalité de Piar dans l'État de Monagas au Venezuela. Sa capitale est Chaguaramal.

## Personnalités
- Leonardo Infante (1785-1825), héros des guerres d'indépendance en Amérique du Sud.